# Ernst Leopold van Hessen-Rheinfels-Rotenburg
Ernst Leopold van Hessen-Rheinfels-Rotenburg (Langenschwalbach, 15 juni 1684 - Rotenburg, 29 november 1749) was van 1725 tot aan zijn dood landgraaf van Hessen-Rheinfels-Rotenburg. Hij behoorde tot het huis Hessen-Kassel.

## Levensloop
Ernst Leopold was de zoon van landgraaf Willem van Hessen-Rheinfels-Rotenburg uit diens huwelijk met Maria Anna, dochter van graaf Frans Karel van Löwenstein-Wertheim-Rochefort. In 1725 volgde hij zijn vader op als landgraaf van Hessen-Rheinfels-Rotenburg.
Tijdens zijn heerschappij liet hij het jachtslot van Blumenstein in Wildeck bouwen. Ook keurde hij in 1739 de bouw van een Joodse school en de aanleg van een Joodse begraafplaats in Rotenburg goed, die aan de basis lagen van de Joodse gemeenschap in de stad. Bovendien zorgde hij voor betere relaties met de landgraven van Hessen-Kassel en Hessen-Wanfried.
Ernst Leopold overleed in november 1749 op 65-jarige leeftijd.

## Huwelijk en nakomelingen
Op 9 november 1704 huwde hij met Eleonora Maria Anna (1686-1753), dochter van vorst Maximiliaan Karel van Löwenstein-Wertheim-Rochefort. Ze kregen tien kinderen:
- Jozef (1705-1744), huwde in 1726 met Christina van Salm-Neufville
- Polyxena (1706-1735), huwde in 1724 met koning Karel Emanuel III van Sardinië
- Wilhelmina Magdalena (1707-1708)
- Willem (1708)
- Sophia (1709-1711)
- Frans Alexander (1710-1739), sneuvelde tijdens de Russisch-Turkse Oorlog (1735-1739)
- Eleonora Philippa (1712-1759), huwde in 1731 met hertog Johan Christiaan van Palts-Sulzbach
- Carolina (1714-1741), huwde in 1728 met prins Lodewijk IV van Bourbon-Condé
- Constantijn (1716-1778), landgraaf van Hessen-Rheinfels-Rotenburg
- Christina (1717-1778), huwde in 1740 met prins Lodewijk Victor van Savoye-Carignano